# Grand Prix Saúdské Arábie 2025
Grand Prix Saúdské Arábie 2025 (oficiálně Formula 1 STC Saudi Arabian Grand Prix 2025) se jela na okruhu Jeddah Corniche Circuit v Džiddě v Saúdské Arábii dne 20. dubna 2025. Závod byl pátým v pořadí v sezóně 2025 šampionátu Formule 1.

## Kvalifikace
Kvalifikace se uskutečnila 19. dubna 2025 ve 20:00 místního času (UTC+3).
| Poř.                        | Č. | Jezdec                | Konstruktér                  | Časy v kvalifikaci | Časy v kvalifikaci | Časy v kvalifikaci | Pořadí na startu |
| Poř.                        | Č. | Jezdec                | Konstruktér                  | Q1                 | Q2                 | Q3                 | Pořadí na startu |
| --------------------------- | -- | --------------------- | ---------------------------- | ------------------ | ------------------ | ------------------ | ---------------- |
| 1                           | 1  | Max Verstappen        | Red Bull Racing-Honda RBPT   | 1:27.778           | 1:27.529           | 1:27.294           | 1                |
| 2                           | 81 | Oscar Piastri         | McLaren-Mercedes             | 1:27.901           | 1:27.545           | 1:27.304           | 2                |
| 3                           | 63 | George Russell        | Mercedes                     | 1:28.282           | 1:27.599           | 1:27.407           | 3                |
| 4                           | 16 | Charles Leclerc       | Ferrari                      | 1:28.552           | 1:27.866           | 1:27.670           | 4                |
| 5                           | 12 | Andrea Kimi Antonelli | Mercedes                     | 1:28.128           | 1:27.798           | 1:27.866           | 5                |
| 6                           | 55 | Carlos Sainz Jr.      | Williams-Mercedes            | 1:28.354           | 1:28.024           | 1:28.164           | 6                |
| 7                           | 44 | Lewis Hamilton        | Ferrari                      | 1:28.372           | 1:28.102           | 1:28.201           | 7                |
| 8                           | 22 | Júki Cunoda           | Red Bull Racing-Honda RBPT   | 1:28.226           | 1:27.990           | 1:28.204           | 8                |
| 9                           | 10 | Pierre Gasly          | Alpine-Renault               | 1:28.421           | 1:28.025           | 1:28.367           | 9                |
| 10                          | 4  | Lando Norris          | McLaren-Mercedes             | 1:27.805           | 1:27.481           | Bez času           | 10               |
| 11                          | 23 | Alexander Albon       | Williams-Mercedes            | 1:28.279           | 1:28.109           |                    | 11               |
| 12                          | 30 | Liam Lawson           | Racing Bulls-Honda RBPT      | 1:28.561           | 1:28.191           |                    | 12               |
| 13                          | 14 | Fernando Alonso       | Aston Martin Aramco-Mercedes | 1:28.548           | 1:28.303           |                    | 13               |
| 14                          | 6  | Isack Hadjar          | Racing Bulls-Honda RBPT      | 1:28.571           | 1:28.418           |                    | 14               |
| 15                          | 87 | Oliver Bearman        | Haas-Ferrari                 | 1:28.536           | 1:28.648           |                    | 15               |
| 16                          | 18 | Lance Stroll          | Aston Martin Aramco-Mercedes | 1:28.645           |                    |                    | 16               |
| 17                          | 7  | Jack Doohan           | Alpine-Renault               | 1:28.739           |                    |                    | 17               |
| 18                          | 27 | Nico Hülkenberg       | Kick Sauber-Ferrari          | 1:28.782           |                    |                    | 18               |
| 19                          | 31 | Esteban Ocon          | Haas-Ferrari                 | 1:29.092           |                    |                    | 19               |
| 20                          | 5  | Gabriel Bortoleto     | Kick Sauber-Ferrari          | 1:29.462           |                    |                    | 20               |
| 107 % času vítěze: 1:33.922 |    |                       |                              |                    |                    |                    |                  |
| Zdroj:                      |    |                       |                              |                    |                    |                    |                  |

## Závod
Závod se uskutečnil 20. dubna 2025 ve 20:00 místního času (UTC+3).
| Poř.   | No. | Jezdec                | Konstruktér                  | Počet kol | Čas/Odstoupení  | Start | Body |
| ------ | --- | --------------------- | ---------------------------- | --------- | --------------- | ----- | ---- |
| 1      | 81  | Oscar Piastri         | McLaren-Mercedes             | 50        | 1:21:06.758     | 2     | 25   |
| 2      | 1   | Max Verstappen        | Red Bull Racing-Honda RBPT   | 50        | +2.843          | 1     | 18   |
| 3      | 16  | Charles Leclerc       | Ferrari                      | 50        | +8.104          | 4     | 15   |
| 4      | 4   | Lando Norris          | McLaren-Mercedes             | 50        | +9.196          | 10    | 12   |
| 5      | 63  | George Russell        | Mercedes                     | 50        | +27.236         | 3     | 10   |
| 6      | 12  | Andrea Kimi Antonelli | Mercedes                     | 50        | +34.688         | 5     | 8    |
| 7      | 44  | Lewis Hamilton        | Ferrari                      | 50        | +39.073         | 7     | 6    |
| 8      | 55  | Carlos Sainz Jr.      | Williams-Mercedes            | 50        | +1:04.630       | 6     | 4    |
| 9      | 23  | Alexander Albon       | Williams-Mercedes            | 50        | +1:06.515       | 11    | 2    |
| 10     | 6   | Isack Hadjar          | Racing Bulls-Honda RBPT      | 50        | +1:07.091       | 14    | 1    |
| 11     | 14  | Fernando Alonso       | Aston Martin Aramco-Mercedes | 50        | +1:15.917       | 13    |      |
| 12     | 30  | Liam Lawson           | Racing Bulls-Honda RBPT      | 50        | +1:18.451       | 12    |      |
| 13     | 87  | Oliver Bearman        | Haas-Ferrari                 | 50        | +1:19.194       | 15    |      |
| 14     | 31  | Esteban Ocon          | Haas-Ferrari                 | 50        | +1:39.723       | 19    |      |
| 15     | 27  | Nico Hülkenberg       | Kick Sauber-Ferrari          | 49        | +1 kolo         | 18    |      |
| 16     | 18  | Lance Stroll          | Aston Martin Aramco-Mercedes | 49        | +1 kolo         | 16    |      |
| 17     | 7   | Jack Doohan           | Alpine-Renault               | 49        | +1 kolo         | 17    |      |
| 18     | 5   | Gabriel Bortoleto     | Kick Sauber-Ferrari          | 49        | +1 kolo         | 20    |      |
| Ret    | 22  | Júki Cunoda           | Red Bull Racing-Honda RBPT   | 1         | Následky nehody | 8     |      |
| Ret    | 10  | Pierre Gasly          | Alpine-Renault               | 0         | Kolize          | 9     |      |
| Zdroj: |     |                       |                              |           |                 |       |      |

Poznámky
1. ↑  Liam Lawson skončil 11., obdržel ale penalizaci 10 sekund za opuštění trati a získání výhody.

## Průběžné pořadí po závodě
|        | Pořadí | Jezdec          | Body |
| ------ | ------ | --------------- | ---- |
| 1      | 1      | Oscar Piastri   | 99   |
| 1      | 2      | Lando Norris    | 89   |
|        | 3      | Max Verstappen  | 87   |
|        | 4      | George Russell  | 73   |
|        | 5      | Charles Leclerc | 47   |
| Zdroj: |        |                 |      |

|        | Pořadí | Konstruktér                | Body |
| ------ | ------ | -------------------------- | ---- |
|        | 1      | McLaren-Mercedes           | 188  |
|        | 2      | Mercedes                   | 111  |
|        | 3      | Red Bull Racing-Honda RBPT | 89   |
|        | 4      | Ferrari                    | 78   |
| 1      | 5      | Williams-Mercedes          | 25   |
| Zdroj: |        |                            |      |